# Muscolo iliaco
Il  muscolo iliaco, nell'anatomia umana, è un muscolo che fa parte dei muscoli interni dell'anca.

## Anatomia
Di forma triangolare, con il grande psoas compone il muscolo ileo-psoas, si ritrova nella fossa iliaca. Altro muscolo dell'interno dell'anca è il piccolo psoas.
Origine: fossa iliaca (porzione pelvica).
Inserzione: unitamente al grande psoas, sul piccolo trocantere del femore. Nell'estremità inferiore ambedue passano sotto il legamento inguinale, presso la "lacuna muscolare" da esso individuata (si trova lateralmente alla "lacuna vascolare", rispetto alla quale è separata dalla banderella ileopettinea).
Funzione: flette la coscia sul bacino (usando come origine funzionale la propria inserzione prossimale) e partecipa al movimento di antiversione del bacino (usando come origine funzionale la propria inserzione distale, sul piccolo trocantere femorale), in questo caso, il piede dev'essere poggiato a terra, di modo che la catena cinetica risulti chiusa.